# Río Tínima
El río Tínima es un curso fluvial cubano. Con 80,3 km de longitud, el río nace 10 km al noreste de la ciudad de Camagüey, a 120 m de altitud. Corre por la Llanura de Camagüey-Las Tunas y desemboca en el Río Hatibonico. 
La superficie de su cuenca es de 7 km² y posee 13 afluentes.